# Cânepă indiană

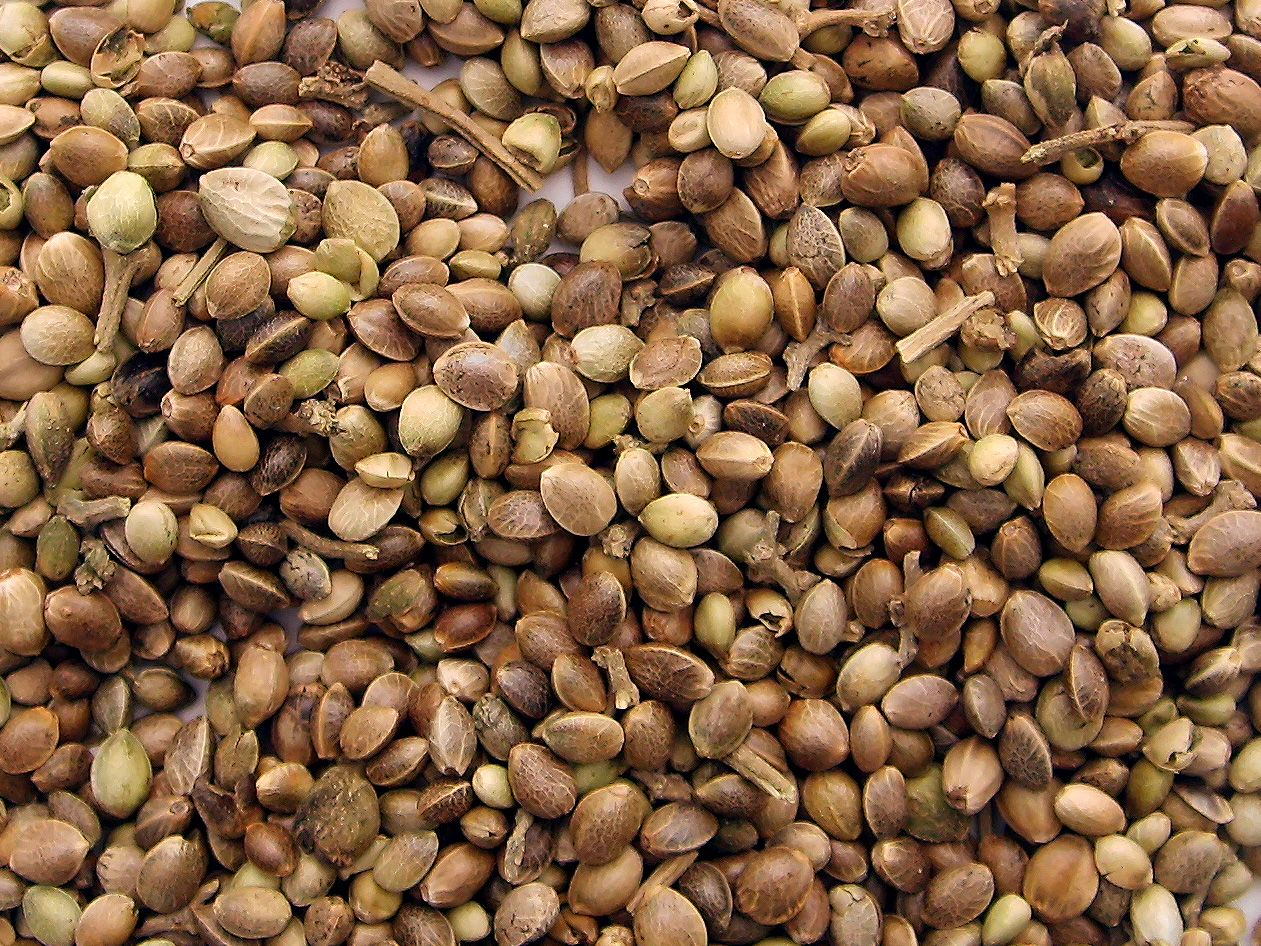
Semințe de canabis

Cânepa indiană, Cannabis sau Canabis (Cannabis indica, Cannabis sativa subsp. indica) este o specie care face parte din genul Cannabis, familia Cannabaceae fiind o plantă aromatică. Este o varietate de cânepă cultivată îndeosebi în anumite regiuni din India, Iran, Africa de Nord și cele două Americi, din care se extrag stupefiante. Frunzele și îndeosebi florile (mugurii) plantelor de cânepă indiană conțin o substanță chimică sau drog cunoscută sub numele de THC (acronimul de la tetra-hydro-cannabinol) care provoacă persoanei care o fumează sau o digeră o senzație de euforie. Marijuana este cel mai comun drog ilegal întâlnit în Statele Unite.

## Prezentare
Cânepa cultivată este o plantă anuală, originară din India. Tulpina este dreaptă, înaltă de aproape un metru, sau chiar mai mult. La maturitate, tulpina de cânepă este lemnificată. Frunzele, mari, sunt împărțite în foliole lanceolate, cu marginea crestată. Florile, de culoare galben-verzuie, sunt grupate în inflorescențe asemănătoare cu un spic. Cânepa înflorește în lunile iulie și august, existând plante de cânepă femele și plante de cânepă masculine. Fructul este o nuculă brun-cenușie, netedă. Cânepa indiană este o plantă ușor de cultivat, rezistentă la secetă, cu creștere rapidă, suprimă buruienile, îmbunătățește structura solului și produce cantități mari de oxigen.
Denumirea științifică a cânepei Cannabis sativa, prezintă două subspecii, fiecare cu câte 2 varietăți: C. sativa subsp. sativa var. sativa, C. sativa subsp. sativa var. spontanea, C. sativa subsp. indica var. indica și C. sativa subsp. indica var. kafiristanica. Varietățile din subspecia sativa sunt utile pentru obținerea de fibre textile, iar cele din subspecia indica sunt utilizate pentru obținerea marijuanei. În funcție de organele plantei din care provine, marijuana poate fi: 
- Marijuana de calitate superioară, conține doar vârfurile florale recoltate de pe exemplarele femele, la momentul când perișorii secretori au cantitatea maximă de rezină.
- Marijuana de calitate inferioară, conține pe lângă inflorescențe și tulpini, semințe și frunze.

Fitochimia canabisului este extrem de complexă, fiind identificați până în prezent mai mult de 480 de compuși. Responsabili pentru efectele psihoactive sunt compușii sub denumirea  de cannabinoide, iar dintre aceștia cel mai important este tetrahidrocannabinolul (THC). THC se găsește în cantitate mare în rezina secretată de plantă, iar organele cu cea mai mare densitate de perișori secretori sunt inflorescențele femele.

## Produse extrase din cânepa indiană
Se extrag două tipuri principale de produse folosite ca droguri și anume marijuana și hașișul.
- Marijuana se extrage din florile uscate de cânepă indiană. Tulpina, frunzele și ramurile, conținând doar puțin THC, sunt folosite pentru extragere în grăsimi (ca și unt sau lapte) pentru gătit. Semințele sunt de obicei îndepărtate, deoarece nu conțin THC. Din semințele de cânepă se extrage un ulei. Marijuana este de obicei fumată în foi de țigară, pipă, într-o pipă cu filtru de apă, cunoscută sub numele de bong, sau mai recent atomizatoare care elimină substanțele cancerigene și toxice.

- Hașișul se extrage din rășina extrasă din florile plantei Cannabis sativa ss. indica. Hașișul este o formă mult mai concentrata de marijuana, deoarece conține mai mult THC. Este de obicei fumat într-o pipă obișnuită sau una cu filtru de apă. Unii o consumă adăugând-o la prăjituri sau în alte preparate culinare, efectul fiind astfel de mai lungă durată. Un produs marocan de calitate superioară este reprezentat de kif (keef, jeef, keethan) și conține glande ale perișorilor colectate prin răzuire și cernere. Uleiul de hașiș, reprezintă un extract din care solventul de extracție a fost îndepartat prin încălzire și se prezintă sub formă de lichid uleios de culoare închisa cu aspect de gudron.

## Legalitate
Consumul de canabis este ilegal în majoritatea țărilor lumii. În Olanda, dar și în alte state, canabisul este decriminalizat și tolerat de o proporție mare din populație, neconstituind un tabu. De asemenea în Olanda se găsesc renumitele coffee shop-uri în care se comercializează și se consumă cannabis în limita de 5 grame zilnic. De asemenea în Olanda este permisă cultivarea a nu mai mult de 5 plante pentru consum propriu atâta timp cât nu există intenția de a vinde.
Totuși, se poate adăuga că în multe țări fumatul Cannabisului este tolerat/decriminalizat atâta timp cât este făcut într-un spațiu privat. Exemple sunt: Portugalia și Spania.
Consumul de marijuana stimulează apetitul, în special pentru alimente dulci și provoacă uscăciunea gurii, determinând consumul crescut de lichide.
Principalul ingredient activ este THC-ul care este o substanță psihoactivă. Pe lângă THC, altă substanță cu o importanță mare în efectele canabisului este cannabidiolul (CBD). Studii recente au arătat că, în timp ce THC-uri are tendința de a provoca simptome psihotice, CBD-urile functionează ca un "antidot" natural la aceste simptome, el având proprietăți antipsihotice naturale.

## Utilizări
Cânepa este cunoscută ca fiind o prețioasă resursă pentru obținerea țesăturilor, hârtiei și a combustibilului, poate curăța solul de contaminanți radioactivi și metalele grele (cesiu și cadmiu), redând astfel fertilitatea acestuia. Tehnologia de decontaminare a solului cu ajutorul cânepii este cunoscută în literatura de specialitate sub numele de fitoremediere (remediere cu ajutorul plantelor). Practic, rădăcinile cânepii pătrund adânc în solul contaminat absorbind substanțele chimice dăunătoare, pe care le depozitează în frunze și tulpini. 

Cea mai recentă utilizare a cânepei pentru decontaminare este cea din cazul dezastrului produs de accidentul nuclear de la Cernobîl. Terenurile aferente acestor locații au fost cultivate pentru o lungă perioadă de timp cu suprafețe întinse de cânepă, în scopul decontaminării. 

### Utilizări medicale
Cânepa conține substanțe active importante în medicină, cum ar fi cannabidiolul și tetrahidrocanabinol.

Canabisul folosit în scop medical are într-adevăr numeroase efecte benefice bine documentate. Printre acestea se numără: ameliorarea senzației de greață și vomă, stimularea apetitului de mâncare în chimioterapie și pacienții HIV, presiune intraoculara scăzută (a fost demonstrat că este eficientă în tratarea glaucomului). O altă utilizare este în cazul suferinzilor de scleroză multiplă, cannabidiolul ameliorând simptomele și permițând bolnavilor să ducă o viață relativ normală.

Preparatele medicinale din cânepă au efecte sedative și de aceea sunt utilizate în terapii din domeniile neurologic și psihiatric. Preparatele din cânepă au, de asemenea, influență relaxantă asupra organelor interne și a mușchilor în general, precum și acțiune analgezică. Datorită acestor proprietăți, preparatele din cânepă sunt folosite în afecțiuni gastrice grave (cancere), în ulcere gastrice, în afecțiuni ale căilor respiratorii (astm, emfizem, bronșită cronică), în nevralgii și în boli psihice.

Cercetările au dovedit că preparatele pe bază de cânepă au și efecte anticonvulsive și chiar bactericide – pot acționa ca un antibiotic.
Cercetătorii de la Harvard afirmă că planta ar putea fi utilizată într-un mod orientat pentru a trata cancerul pulmonar.

## Pericole în consumul de canabis
Utilizate în exces, în special de către tineri, preparatele din cânepă pot crea dependență psihică și pot avea urmări grave asupra dezvoltării mentale, dar net inferioare consumului de alcool.

Fumatul de cannabis dăunează organismului, fie și din cauza faptului că el este consumat de obicei împreună cu tutun. Deși există studii care arată un potențial anticancerigen al plantei de cannabis, el este diminuat sau anulat de inhalarea produșilor toxici dezvoltați prin ardere și de asocierea cu tutunul; o alternativă mai sănătoasă o reprezintă vaporizarea sau ingerarea directă a plantei ori a extractelor din aceasta.
Studiile au arătat că persoanele care consumă canabis se expun unui risc mai mare de a face boli mintale, cum ar fi schizofrenia. Canabisul este corelat cu o creștere dependentă de doză a riscului de a avea tulburări psihotice iar uzul frecvent este corelat cu dublarea riscului de psihoză și schizofrenie. În timp ce mulți cercetători acceptă ideea conform căreia canabisul este o cauză ce contribuie la a deveni bolnav de schizofrenie, teza rămâne controversată.

## Istorie
Marijuana a fost crescută în plantațiile din estul Statelor Unite din jurul anului 1775 până în jurul anului 1860. Când plantațiile au dispărut prin 1879, marijuana sălbatică creștea de-a lungul coastei de est și în zona New England.
Asemeni altor plante fibroase, cânepa poate fi folosită în fabricarea hainelor, funiei sau hârtiei.
Cânepa folosită în fabricarea funiei sau hârtiei conține o cantitate foarte mică de THC. Astfel nu te poți droga folosind funia sau hârtia, deoarece nu este prezentă o cantitate prea importantă de THC. La începutul anilor 1900, majoritatea funiilor erau fabricate din cânepă. În timpul celui de-al doilea război mondial, guvernul Statelor Unite a făcut un film pentru a convinge fermierii să cultive cât mai multă cânepă, pentru a fi folosită în producția hainelor și funiilor necesare. Filmul se numește Hemp For Victory (Cânepa pentru Victorie).

## Istoria cânepei în SUA
În 1611 în apropiere de Jamestown, Virginia a fost plantată prima cultură de cânepă indiană de către coloniștii englezi. La început, coloniștilor le-a fost ordonat de către Marea Britanie să cultive cânepa, climatul Americii fiind perfect pentru așa ceva.
După Revoluția Americană, în Kentucky se creștea „cultura de milioane” din care se făcea totul de la îmbrăcăminte la frânghii și pânze de vase. În agenda sa din anul 1765, George Washington susținea că ar fi cultivat canabis pentru fibră cât și în scopuri medicinale. La începutul secolului al XIX-lea, canabisul a început să fie folosit medicinal, iar la mijlocul anilor 1800 W.B. O’Shaughnessey a realizat tinctura, o soluție de canabis cu alcool care avea efect analgezic, anti-convulsiv, și de relaxare a mușchilor. În 1887 medicii stomatologi au descoperit puterea anestezică a canabisului și au început să îl folosească în operațiile dentare.
La începutul secolului al XX-lea marijuana a început să fie folosită de artiști ai muzicii jazz și în scurt timp a fost asociată cu crime și comportament abuziv.
În 1930, Harry J. Aslinger, primul țar American al drogurilor și războiului împotriva drogurilor, prin o vendetă personală împotriva imigranților, care erau principalii fumători de cânepă, a reușit sa convingă guvernul American sa criminalizeze cânepa în Statele Unite și prin Națiunile Unite, să criminalizeze cânepa în majoritatea altor țări.
În 1936, un mic grup religios a regizat un documentar intitulat „Tell Your Children” (anunțați-vă copiii) în care marijuana a fost prezentată total greșit, făcându-se afirmații nefondate, acest film a fost reeditat mai târziu și republicat sub numele de „Reefer Madness”. Ca urmare a acestui documentar, în 1937, marijuana a devenit ilegală, fiind eliberată „Taxa de timbru a Marijuanei” (Marijuana Tax stamp act); pentru a crește canabis, era necesar acest timbru care paradoxal nu era eliberat nimănui.
În 1937, marea corporație petrochimică DuPont și-a patentat procesul fabricării materialelor plastice din petrol și cărbune. Raportul anual al companiei le-a recomandat acționarilor săi să investească în noua sa divizie petrochimică. Produse sintetice ca materialele plastice, celofanul, celuloza, metanolul, nailonul etc., puteau fi realizate din petrol. Industria naturală a cânepei ar fi redus afacerile DuPont cu peste 80%. Un investitor important al companiei DuPont era Andrew Mellon (1855-1937), care a devenit Ministrul Finanțelor pe timpul președinției lui Herbert Hoover. Mellon l-a numit pe Harry J. Anslinger, nepotul său, la conducerea Biroului Federal de Narcotice și Droguri Periculoase. Intenția sa era foarte clară: cânepa trebuia să fie declarată ilegală, deoarece amenința afacerile de miliarde de dolari.
În 1941 canabisul prescris devine ilegal la nivel federal. Pe la jumătatea anilor 1950 industria cânepei se prăbușește. În 1961, Organizația Națiunilor Unite, mai precis o sută de țări din toată lumea, decid interzicerea marijuanei la nivel mondial.